# Biegi narciarskie na Zimowych Igrzyskach Olimpijskich 1948
Konkurencje biegów narciarskich podczas Zimowych Igrzysk Olimpijskich w 1948 roku zostały przeprowadzone w dniach 31 stycznia - 6 lutego w Sankt Moritz. W ramach igrzysk zawodnicy walczyli w trzech konkurencjach: dwóch indywidualnych (biegach na 18 km i 50 km) oraz w sztafecie – łącznie rozdano zatem trzy komplety medali. O medale igrzysk olimpijskich biegacze narciarscy rywalizowali po raz piąty w historii.
Były to pierwsze zawody olimpijskie w biegach narciarskich rozegrane po zakończeniu II wojny światowej, zawodnicy z Japonii i Niemiec nie zostali dopuszczeni do rywalizacji. Były to jednocześnie ostatnie igrzyska, na których w biegach narciarskich nie rywalizowały kobiety. 

## Terminarz
| Data             | Miejscowość  | Konkurencja                 | Złoto            | Srebro         | Brąz              |
| ---------------- | ------------ | --------------------------- | ---------------- | -------------- | ----------------- |
| 31 stycznia 1948 | Sankt Moritz | Bieg mężczyzn na 18 km      | Martin Lundström | Nils Östensson | Gunnar Eriksson   |
| 3 lutego 1948    | Sankt Moritz | Bieg mężczyzn na 50 km      | Nils Karlsson    | Harald Ericson | Benjamin Vanninen |
| 6 lutego 1948    | Sankt Moritz | Sztafeta mężczyzn 4 × 10 km | Szwecja          | Finlandia      | Norwegia          |

## Mężczyźni

### 18 km
| Miejsce | Państwo   | Zawodnik                 | Czas    |
| ------- | --------- | ------------------------ | ------- |
|         | Szwecja   | Martin Lundström         | 1:13:50 |
|         | Szwecja   | Nils Östensson           | 1:14:22 |
|         | Szwecja   | Gunnar Eriksson          | 1:16:06 |
| 4.      | Finlandia | Heikki Hasu              | 1:16:43 |
| 5.      | Szwecja   | Nils Karlsson            | 1:16:54 |
| 6.      | Finlandia | Sauli Rytky              | 1:18:10 |
| 7.      | Finlandia | August Kiuru             | 1:18:25 |
| 8.      | Finlandia | Teuvo Laukkanen          | 1:18:51 |
| 9.      | Norwegia  | Olav Hagen               | 1:19:05 |
| 10.     | Finlandia | Martti Huhtala           | 1:19:28 |
| . . .   |           |                          |         |
| 38.     | Polska    | Stefan Dziedzic          | 1:25:33 |
| 47.     | Polska    | Tadeusz Kwapień          | 1:27:55 |
| 62.     | Polska    | Józef Daniel Krzeptowski | 1:31:05 |
| 70.     | Polska    | Stanisław Bukowski       | 1:34:17 |
| 76.     | Polska    | Leopold Tajner           | 1:38:45 |

Data: 31.01.1948

### 50 km
| Miejsce | Państwo        | Zawodnik          | Czas    |
| ------- | -------------- | ----------------- | ------- |
|         | Szwecja        | Nils Karlsson     | 3:47:4  |
|         | Szwecja        | Harald Ericson    | 3:52:20 |
|         | Finlandia      | Benjamin Vanninen | 3:57:38 |
| 4.      | Finlandia      | Pekka Vanninen    | 3:57:58 |
| 5.      | Szwecja        | Anders Törnqvist  | 3:58:20 |
| 6.      | Szwajcaria     | Edy Schild        | 4:05:37 |
| 7.      | Finlandia      | Pekka Kuvaja      | 4:10:02 |
| 8.      | Czechosłowacja | Jaroslav Cardal   | 4:14:34 |
| 9.      | Norwegia       | Kristian Bjørn    | 4:15:21 |
| 10.     | Norwegia       | Martin Jære       | 4:17:11 |

Data: 6.02.1948

### Sztafeta 4 x 10 km
| Miejsce | Państwo        | Zawodnicy                                                                    | Czas    |
| ------- | -------------- | ---------------------------------------------------------------------------- | ------- |
|         | Szwecja        | Nils Östensson Nils Täpp Gunnar Eriksson Martin Lundström                    | 2:32:08 |
|         | Finlandia      | Lauri Silvennoinen Teuvo Laukkanen Sauli Rytky August Kiuru                  | 2:41:06 |
|         | Norwegia       | Erling Evensen Olav Økern Reidar Nyborg Olav Hagen                           | 2:44:33 |
| 4.      | Austria        | Josef Gstrein Josef Deutschmann Engelbert Hundertpfund Karl Rafreider        | 2:47:18 |
| 5.      | Szwajcaria     | Niklaus Stump Robert Zurbriggen Max Müller Edy Schild                        | 2:48:07 |
| 6.      | Włochy         | Vincenzo Perruchon Silvio Confortola Rizzieri Rodeghiero Severino Compagnoni | 2:51:00 |
| 7.      | Francja        | René Jeandel Gérard Perrier Marius Mora Benoît Carrara                       | 2:51:53 |
| 8.      | Czechosłowacja | Štefan Kovalčík František Balvín Jaroslav Zajíček Jaroslav Cardal            | 2:54:56 |
| 9.      | Jugosławia     | Tone Razinger Anton Pogačnik Matevž Kordež Jože Knific                       | 2:55:55 |
| 10.     | Polska         | Józef Daniel Krzeptowski Stanisław Bukowski Tadeusz Kwapień Stefan Dziedzic  | 2:59:19 |

Data: 3.02.1948

## Klasyfikacja medalowa
| Lp. | Kraj      | złoto | srebro | brąz | razem |
| --- | --------- | ----- | ------ | ---- | ----- |
| 1.  | Szwecja   | 3     | 2      | 1    | 6     |
| 2.  | Finlandia | 0     | 1      | 1    | 2     |
| 3.  | Norwegia  | 0     | 0      | 1    | 1     |